# IC 53
IC 53 ist eine elliptische Radiogalaxie vom Hubble-Typ E/S0 im Sternbild Fische auf der Ekliptik. Sie ist etwa 531 Millionen Lichtjahre von der Milchstraße entfernt und hat einen Durchmesser von etwa 240.000 Lichtjahren. Vom Sonnensystem aus entfernt sich die Galaxie mit einer errechneten Radialgeschwindigkeit von näherungsweise 11.800 Kilometern pro Sekunde.
Das Objekt wurde am 25. September 1890 vom US-amerikanischen Astronomen Lewis Swift entdeckt.

## Galaktisches Umfeld
| Nr. | Galaxie          | Alternativname          | Rek           | Dek           | Distanz/asec |
| --- | ---------------- | ----------------------- | ------------- | ------------- | ------------ |
| →   | IC 53            | LEDA/PGC 2951           | 00h50m40.766s | +10d36m01.02s | 0            |
| 1   | LEDA/PGC 1381887 | 2MASX J00502382+1036156 | 00h50m23.834s | +10d36m15.37s | 250.02       |
| 2   | LEDA/PGC 212605  | 2MASX J00504455+1040325 | 00h50m44.54s  | +10d40m32.6s  | 277.83       |
| 3   | LEDA/PGC 1380201 | 2MASX J00505344+1029115 | 00h50m53.453s | +10d29m11.33s | 450.17       |
| 4   | LEDA/PGC 2977    | NSA 127837              | 00h51m02.86s  | +10d44m39.7s  | 612.50       |
| 5   | LEDA/PGC 1378528 | 2MASX J00503236+1022156 | 00h50m32.392s | +10d22m16.02s | 834.15       |
| 6   | LEDA/PGC 2997    | NSA 153733              | 00h51m15.630s | +10d47m59.90s | 884.35       |
| 7   | LEDA/PGC 1384958 | NSA 153732              | 00h51m14.41s  | +10d49m11.2s  | 932.88       |